# Bandits at Zero
Bandits at Zero è un videogioco sparatutto a scorrimento pubblicato nel 1986 per Commodore 16 dall'etichetta MAD della Mastertronic. Si pilota un aereo a reazione in una imprecisata battaglia sul mare. Il genere è simile a quello del classico Defender.
È il primo gioco per Commodore 16 pubblicato dalla MAD (Mastertronic Added Dimension), dedicata a titoli leggermente più costosi rispetto a quelli molto economici tipici della Mastertronic.

## Modalità di gioco
Il giocatore controlla l'aereo inquadrato di lato su un paesaggio di mare e isole montuose, con scorrimento orizzontale parallattico. L'effetto di parallasse è realizzato con puntini sulla superficie del mare che scorrono a velocità diverse.
L'aereo può cambiare quota, rivolgersi a destra o sinistra (sebbene lo scorrimento continui verso destra), e sparare in orizzontale con munizioni illimitate.
I nemici comuni sono aerei come quello del giocatore, che possono speronare il protagonista e talvolta sparare, anche dalla loro coda.
Si possono sopportare fino a sette colpi prima della distruzione e del game over; la resistenza è  indicata come "scudi" protettivi.
In basso è disponibile un radar che mostra le posizioni dei nemici in arrivo.
I livelli sono rappresentati dai giorni: il cielo gradualmente si scurisce fino a diventare notturno, poi gradualmente si schiarisce di nuovo.
Il carburante è limitato. In piena notte arriva un aereo cisterna alleato per fare rifornimento in volo. I nemici di notte sono pochi, ma occasionalmente qualche attacco può minacciare il rifornimento. Se si riesce a riempire completamente il serbatoio, prima che l'aereo cisterna se ne vada con il giorno, si ricarica anche uno scudo.
Il primo giorno/livello gran parte dei nemici volano nella stessa direzione del giocatore, ma più lenti. Occasionalmente arriva un attaccante frontale ad alta velocità. Il secondo giorno i nemici diventano più aggressivi, e il terzo compaiono anche navi da guerra sullo sfondo, che possono sparare verso il cielo.
Lo scopo finale è distruggere una portaerei.

## Accoglienza
Bandits at Zero di solito fu molto apprezzato dalla critica europea. Tra le altre riviste, Zzap! (voto 75%) trovò stupendo lo scorrimento parallattico. Your Commodore considerò il gioco eccellente, notando come aspetto negativo solo la scadente musica, che peraltro si sente solo a fine giornata. La rivista tedesca Run fa eccezione e lo considerò poco divertente.
In retrospettiva Retro Gamer ha messo Bandits at Zero tra 10 "giochi perfetti" del Commodore 16, poiché riuscì a spremere al massimo le ridotte capacità del piccolo computer.